# Rápolthy Lajos
Rápolthy Lajos (Székelyudvarhely, 1880. március 15. – Budapest, 1954. október 25.) szobrász és éremművész.
Szülővárosában a kőipari szakközépiskolában, Budapesten az iparművészeti iskolában, majd Strobl Alajos mesteriskolájában tanult. 1912 óta főleg szoborportrékat és érmeket állított ki a Műcsarnokban. Néhány évig Konstantinápolyban élt, s 1915-1916-ban az ankarai művészeti akadémia tanára volt. Ankarában elkészítette Kemál Atatürk szobrát.

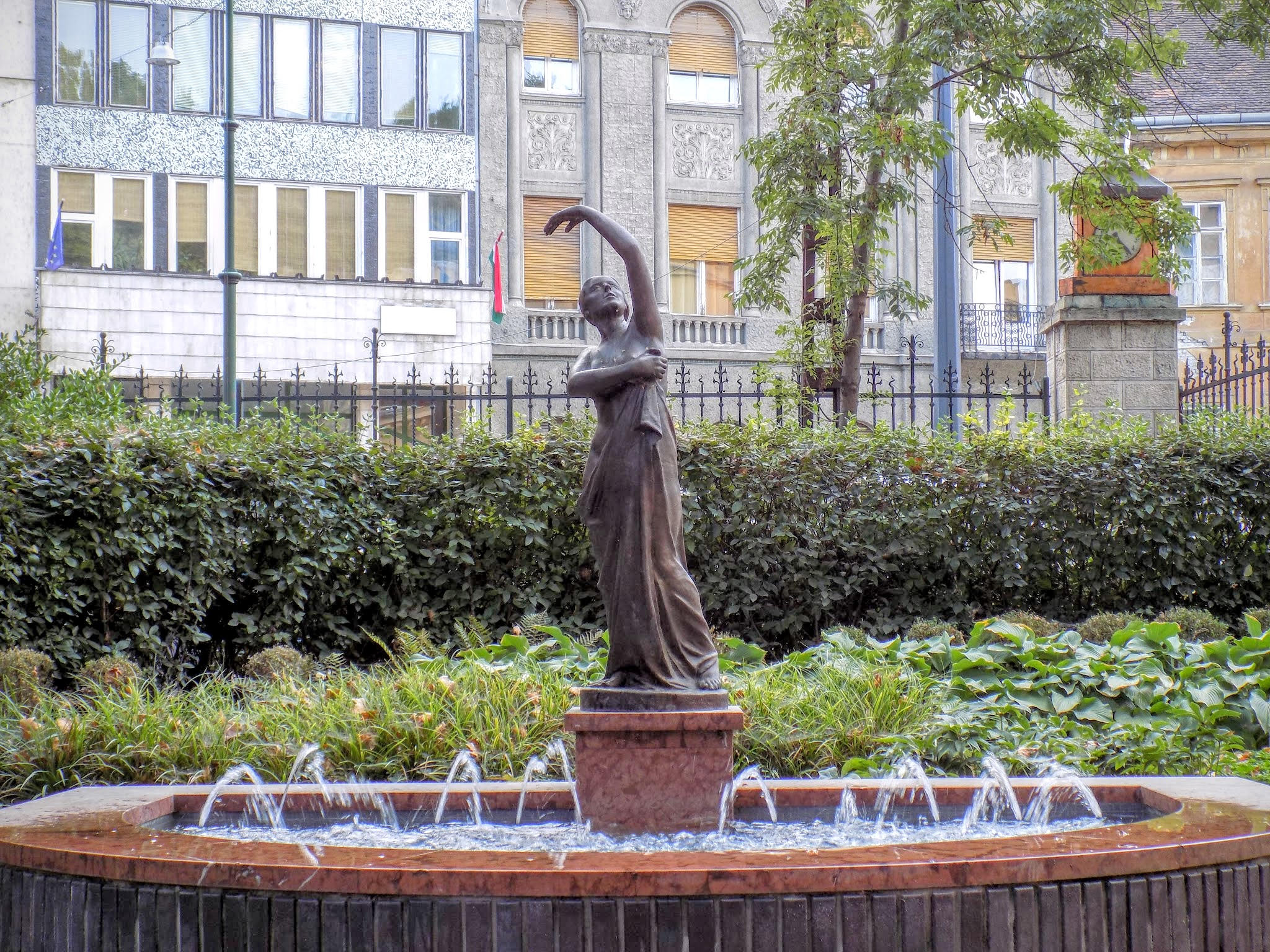
Fürdőző nimfa, szobor a Lukács fürdő parkjában, Budapesten

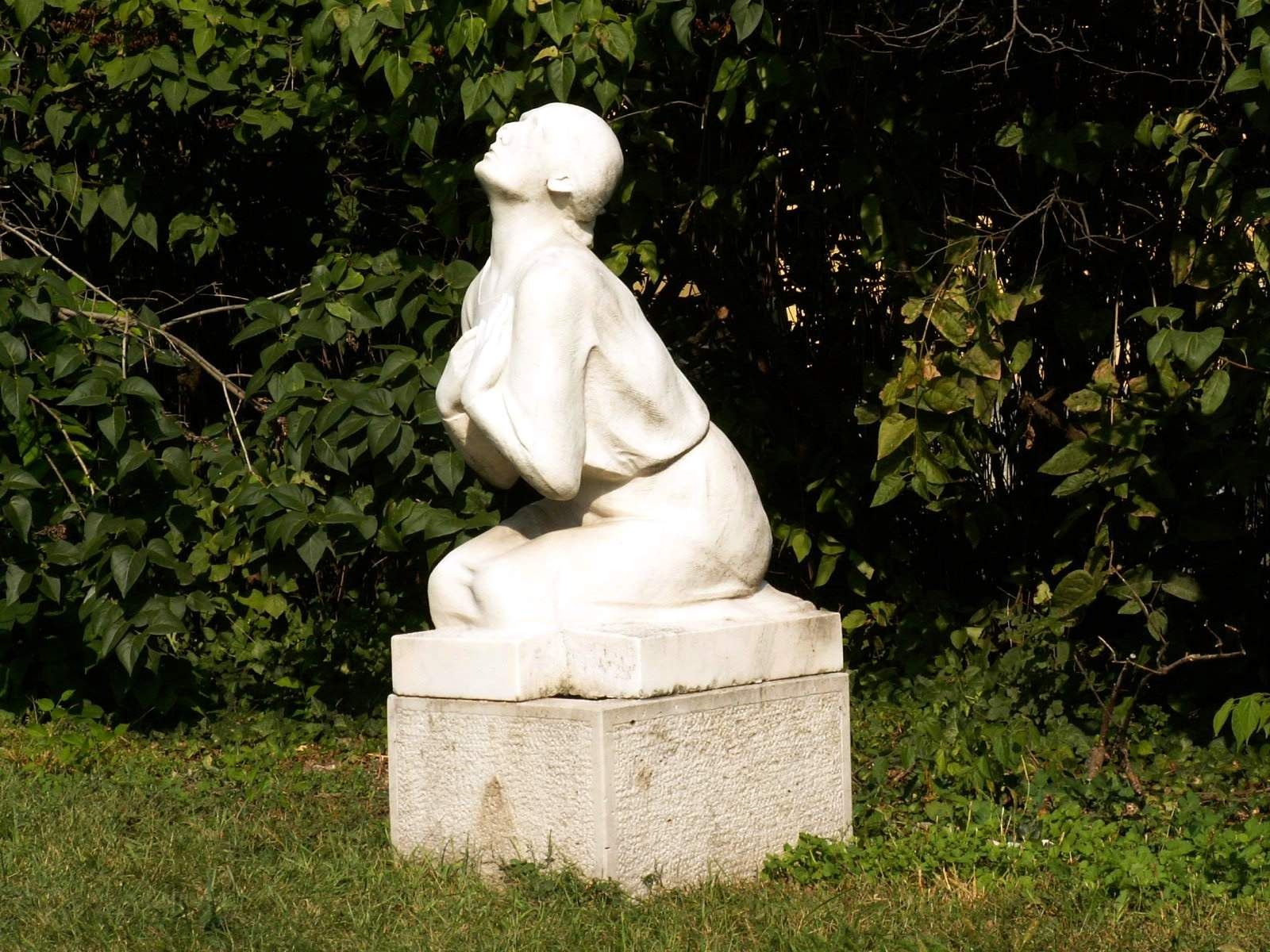
Női szobor a Fiumei úti sírkert 7. parcellájának parkosított közepén

## Fontosabb művei
- Michelangelo mellszobra Carrarában
- Husz Dávidnak,[1] a poprádi Kárpát Múzeum építtetőjének szobra Poprádon (1913)
- Pietája a szombathelyi székesegyházban
- Ürményi József országbíró domborműve a szegedi Pantheonban
- a Vízöntő fiú a budapesti Ceglédi úti bérháztelepen
- a nagykanizsai Nagy-Magyarország-emlékmű négy szobrának megalkotója
- Több művészi érem és plakett alkotója
- Említésre méltó az Arató katona című bronzérme